# Geoffrey de Havilland

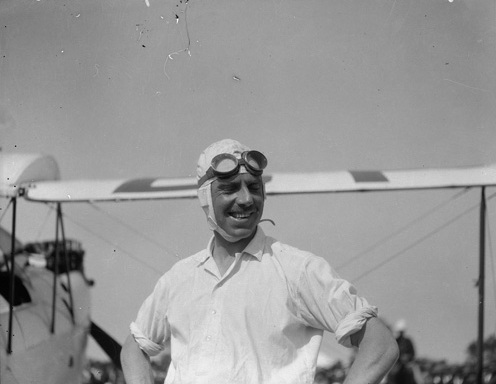
De Havilland, 1929

Captain Sir Geoffrey de Havilland (High Wycombe, 27 juli 1882 - Watford, 21 mei 1965) was een Britse luchtvaartpionier en ingenieur. Hij was de ontwerper van onder meer de De Havilland Mosquito, een van de meest succesvolle vliegtuigen tijdens de Tweede Wereldoorlog.
Geoffrey de Havilland werd in 1882 geboren als zoon van Charles de Havilland en zijn eerste vrouw Alice Jeanette. Hij liep school op de Nuneation Grammar School, St Edward's School, Oxford en uiteindelijk (1900-1903) aan de Crystal Palace School of Engineering.
Na een eerste kennismaking met het ontwerpen van auto's en motoren wierp hij zich na zijn huwelijk (1909) op het ontwerpen en bouwen van vliegtuigen.
Zijn eerste vliegtuig bouwde hij met geld van zijn grootvader langs moeders kant. Het duurde twee jaar om het te bouwen waarna hij het op de eerste korte testvlucht crashte. Zijn volgende ontwerpen waren iets succesvoller: in 1912 brak hij het Britse hoogterecord (10.500 voet) met een vliegtuig van eigen ontwerp. Zijn broer Hereward had de eer om als testpiloot te dienen.
In 1914 trad hij in dienst bij Airco te Hendon. Al zijn ontwerpen werden voorafgegaan door zijn initialen: DH. Zijn vliegtuigen werden gebruikt tijdens de Eerste Wereldoorlog door het Royal Flying Corps dat later de Royal Air Force zou worden.
In 1920 richtte hij de De Havilland Aircraft Company op waar hij onder meer de rol van testpiloot op zich nam. In dit bedrijf werd de De Havilland Mosquito ontwikkeld, een ontwerp dat erg veelzijdig bleek in de Tweede Wereldoorlog.
Hij leidde het bedrijf nog tot 1960 toen het werd gekocht door Hawker Siddely Company.
Sir Geoffrey de Havilland stierf op 21 mei 1965 in het Watford Peace Memorial Hospital, Hertfordshire.